# 崔峩
崔峩（1504年—？），字汝瞻，直隸保定府新城縣（今河北省高碑店市）人，民籍，明朝政治人物。

## 生平
嘉靖七年（1528年）戊子科順天府鄉試第四十三名舉人。嘉靖二十年（1541年）中式辛丑科會試第二百九十六名，登第三甲第一百四十六名進士。

## 家族
曾祖崔禮，驛丞 贈兵科給事中；祖父崔睿，義官；父崔海，知縣。母侯氏。具庆下。兄崔崇，锦衣卫千户。